# Omegle
Omegle是一个匿名和随机的全世界网友聊天的网站，由美国佛罗里达州伯瑞特波罗的18岁少年雷夫·K-布鲁克斯（Leif K-Brooks）在2009年3月25日创建，2023年11月8日正式關閉。
Omegle是一个不用注册、无需下载，只要进入网站点击“开始聊天”就能和随机在线网友进行交流的网站。

## 簡介
服务器随机选两位客户让他们在聊天窗口进行一对一的聊天，過程中不具名，而使用“你”（you）和“陌生人”（stranger）。 任何一方可以在任何时候断开。

## 历史和使用
创办初期，网站在线用户大概有100人左右。截至2009年4月，同时在线人数总计约2,500人， 另据网站报道，每天在线人数总计约150,000人。
使用强制性的聊天名“你”和“陌生人”，网站奇特的和让人充满兴趣的口号“和陌生人聊天”，聊天结束时的提示“你的對話伙伴已断开会话”，似乎是它最初流行的原因。.   
匿名聊天的概念并不是由Omegle首创。美国在线就曾在20世纪90年代有过类似服务。 它也有个类似网站 A Nice Chat，不过，在A Nice Chat中，用戶可以输入一个2至8个字母的昵称，然而，在Omegle中，用戶只能接受“你”（you）和“陌生人”（stranger），与A Nice Chat相比，更加强聊天的匿名性。另外，在A Nice Chat只能用英文聊天，不能切换到其他输入法，而在Omegle中，则能使用其他输入法（比如中文）聊天。
Omegle与其他匿名聊天的网站不同的是，它不仅可以进行单纯的文字聊天，并且可以进行视频语音聊天（可以同时看到对方，并且在有麦克风的情况下可以互相说话），但进行视频聊天的前提是双方必须要有可被识别的摄像头。
2011年中，Omegle推出了一种新的娱乐模式，spy模式，即由任意一名陌生人在Omegle的主页点击spy mode进入，由此便可以输入1个问题或者是议题让两名随机的陌生人志愿者进行讨论或者回答，志愿者所得到的问题或者是议题也是完全随机的，而志愿者则可以通过在文字聊天后结束对话时，由系统提出，由此2种方法可以进入spy模式。这种模式同样也是匿名的，但是提出问题者可以观看2名志愿者的聊天，却不能参与进来与他们聊。
2023年11月8日，Omegle正式宣布關閉，在關閉消息中提到，因為過多的犯罪與惡意使用，儘管開發者的原本立意是更多的緣分與良性互動，但已經無法負荷這樣的社會成本與犯罪問題。

## 相关事件

### 网友通过发言辨别中国人
中国大陆的一些论坛对Omegle进行传播、介绍。Omegle走红后，大量中国网民前往omegle，刚开始网民是抱着练习英语的态度去的，后来有很多网民是抱着看热闹的心态去的。一些网民想出了一些辨别是否是中国人的方法。比如：对方如果问“How are you?”或“ Where are you from?”，那么对方很可能来自中国。 还有中国网民发明了在Omegle上的表明自己来自中国的暗号，如「Spring brother is true man」（意为「春哥纯爷们」）。

### 反中共声明
2019年，Omegle在其网站上发布了反对中国共产党的声明，公开指现任中国共产党中央委员会总书记「习近平看起来真像小熊维尼」，称「與香港一起對抗中共（Stand with hong kong against the CCP）」等，并使用「fuck」一词对中国共产黨进行辱骂。

### 恋童癖
Omegle目前面临2019年在俄勒冈州提起的2200万美元的诉讼，涉及该网站的一名前用户，他成为儿童性剥削的受害者。2014年，当时11岁的原告登录了Omegle，遇到了一名加拿大恋童癖者，后者勒索她成性奴隶。该诉讼称，Omegle故意允许未成年人与恋童癖者配对，因为启动画面警告说「已知的性掠夺者使用Omegle，所以请小心（Predators have been known to use Omegle, so please be careful）」。此后，Omegle已从网站上删除了此警告。